# Plön
Plön är en stad i Kreis Plön i förbundslandet Schleswig-Holstein i norra Tyskland. Folkmängden uppgår till cirka 9 000 invånare.
Plön ligger mellan två insjöar och erhöll stadsrättigheter 1236. Det forna slottet var efter 1622 residens för den hertigliga linjen Holstein-Plön, som utslocknade på manssidan 1761 med hertig Friedrich Karl.
1892 anlades här en biologisk station av Otto Zacharias för att tillgodose behovet av studier kring de då nyuppmärksammade sötvattensplanktonen, det var den första sötvattensbiologiska forskningsstationen i Tyskland. Efter Zacharias död 1917 övertogs stationen av Kaiser Wilhelm Gesellschaft under ledning av August Thienemann.

## Sevärdheter
- Plöns slott

## Vänorter
Staden Plön har följande vänorter:
- Ksour-Essaf i Tunisien (sedan 1969)
- Plau am See, i Tyskland (sedan 1990)